# Liesveld

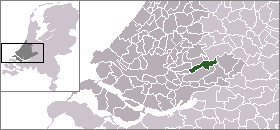
position i Zuid-Holland

Liesveld är en historisk kommun i provinsen Zuid-Holland i Nederländerna. Kommunens totala area är 44,44 km² (där 3,37 km² är vatten) och invånarantalet är på 9 724 invånare (2004).